# La Cofradía de la Flor Solar (álbum)
La Cofradía de la Flor Solar es el primer álbum de estudio de la banda de rock homónima, editado por Microfón en 1971, siendo el único álbum de la formación original del grupo.

## Historia
Grabaron un solo disco en toda la década del 70, cuyo nombre fue simplemente La Cofradía de la Flor Solar, con la producción de Jorge Álvarez, y que fue una primera aproximación al hard rock dado que desde los 8 temas del álbum se desprende un rock con fuertes influencias de Led Zeppelin, y de corte más bien elaborado, ya que desde un primer momento sus músicos se propusieron elaborar un sonido de avanzada.
El primer concierto en público de la banda fue el 21 de septiembre de 1968. 
La grabación del primer disco no fue sencilla, por aquel entonces el escritor y periodista Miguel Grinberg comenzó a presentar las cintas por todas las compañías discográficas, pero a ninguna le interesaba editar ese tipo de música, que catalogaban de avanzada con ideas fantásticas y atemporales. 
Su primera grabación de 1969 fue un disco simple con dos temas "La mufa" y "Sombra fugaz por la ciudad" (Kubero Díaz, Quique Gornatti, Morci Requena y Manija Paz) de la mano del productor Manuel Román para RCA Vik. Luego graban para Mandioca el tema "Juana", que se incluyó en el compilado Pidamos peras a Mandioca (1970). 
Así llegan a grabar su primer LP para el sello Microfón con la ayuda de Billy Bond, que ya se había convertido en un productor de varios grupos de rock locales.

## Canciones
- Todos los temas fueron compuestos por Kubero Díaz y Néstor Paul

1. Quiero ser una luciérnaga
2. Fiesta de amor en el cielo
3. Todo mi mal
4. Paz de panza
5. Se ama o no se ama
6. En la siesta
7. Nos encontraremos en alguna parte
8. Rock alrededor del país

Pistas adicionales (Reedición de 2009)
1. La mufa
2. Sombra fugaz por la ciudad
3. Oda al abuelo mufado
4. Te deslizaste en mi costado
5. Juana

## Personal
La banda
- Kubero Díaz - Guitarras, voz
- Morci Requena - Bajo y coros
- "Manija" Paz - Batería, maracas

Músicos invitados
- Carlos Enrique "Quique" Gornatti - Guitarra
- Skay Beilinson - Guitarra

Colaboradores
- Jorge Álvarez, Pedro Santiago Pujó y Ricardo A. Kleinman - Producción
- Billy Bond - Mánager de grabación
- Kubero Díaz y Ricardo Cohen - Diseño gráfico, arte de tapa
- Daniel Cortando - Diseño de reedición en CD

## Ediciones
| Nombre                       | Formato                   | Discográfica          | Año  |
| ---------------------------- | ------------------------- | --------------------- | ---- |
| La Cofradía De La Flor Solar | LP, Album                 | Microfón              | 1971 |
| La Cofradía De La Flor Solar | LP, Album, Ltd, RE, Gat   | Marcoumar             | 1996 |
| La Cofradía De La Flor Solar | CD, Album, RE             | Microfon y Sony Music | 1996 |
| La Cofradía De La Flor Solar | CD, Album, RE, Unofficial | World Psychedelia     | 1999 |
| La Cofradía De La Flor Solar | CD, RE, Dig               | Microfón              | 2009 |